# Hvidebæk Pastorat
Hvidebæk Pastorat er et pastorat i Kalundborg Provsti, Roskilde Stift med de seks sogne:
- Jorløse Sogn
- Lille Fuglede Sogn
- Rørby Sogn
- Store Fuglede Sogn
- Ubby Sogn
- Værslev Sogn

I pastoratet er der seks kirker:
- Jorløse Kirke
- Lille Fuglede Kirke
- Rørby Kirke
- Store Fuglede Kirke
- Ubby Kirke
- Værslev Kirke